# Alexius Kleinertz
Alexius Kleinertz (* 16. September 1831 in Köln; † 9. Januar 1903 ebenda) war ein deutscher Historienmaler.

## Leben
Kleinertz erhielt eine Ausbildung bei dem Kölner Maler Michael Welter, den er bei dessen Malereien im Chor der Kirche St. Kunibert und auf der Wartburg unterstützte.
Eigenständig malte Kleinertz Schlösser und viele der Kölner Kirchen aus. Die Ausmalung der Kirche Groß St. Martin ab 1868 gehörte zu seinen bedeutendsten Arbeiten, wurde allerdings im Zweiten Weltkrieg zerstört. Sein Werk umfasste auch die Entwürfe des Mosaikschmucks im Chor von St. Aposteln, die Malereien am Hochaltar der Kapelle zur unbefleckten Empfängnis im Puricelli-Stift in Rheinböllen sowie die ornamentalen Malereien im Kaisersaal des Rathauses in Aachen. Kleinertz nahm auch an dem Wettbewerb für Gemälde des Hochaltars in der Marienkirche in Hannover-Nordstadt teil. Hierbei gewann er den ersten Preis. Seine Entwürfe wurden in die Sammlung des Vatikans aufgenommen. 
Papst Leo XIII. verlieh ihm den Orden des hl. Gregor, außerdem empfing er als Anerkennung von Kaiser Wilhelm I. einen Brillantring und von Kaiserin Augusta eine große goldene Medaille.